# Euthygomphus koxingai
Euthygomphus koxingai – gatunek ważki z rodziny gadziogłówkowatych (Gomphidae). Występuje w tropikalnych rejonach południowych Chin (w tym na wyspie Hajnan) oraz na Tajwanie.